# Virola reidii
Virola reidii är en tvåhjärtbladig växtart som beskrevs av Elbert Luther Little. Virola reidii ingår i släktet Virola och familjen Myristicaceae. Inga underarter finns listade i Catalogue of Life.